# Anthurium ptarianum
Anthurium ptarianum är en kallaväxtart som beskrevs av Julian Alfred Steyermark. Anthurium ptarianum ingår i släktet Anthurium och familjen kallaväxter. Inga underarter finns listade.